# Giacuto
Giacuto è stato un monaco, venerato come santo in Bretagna almeno sin dal XII secolo.

## Biografia
Le sue vicende sono note attraverso la Vita Jacuti, tratta dalla leggendaria Vita Winwaloei redatta nel XII secolo. Figlio di Fragano e Gwen, gemello di Guetnoco, era ancora bambino quando con i famigliari lasciò la natale Gran Bretagna invasa dai Sassoni e si stabilì in Armorica, dove nacque suo fratello Vinvaleo.
Giacuto fondò l'eremitaggio di Landoac, da cui ebbe origine l'abbazia di Saint-Jacut-de-la-Mer, nella diocesi di Dol. Una leggenda gli attribuisce il merito di aver colmato il braccio di mare che separava il villaggio di Saint-Jacut-de-la-Mer dal continente.

## Culto
Le sue reliquie nel IX secolo lasciarono l'abbazia di Saint-Jacut e sono conservate nella chiesa parrocchiale di Saint-Jacut-sur-Arz. Il suo culto fu diffuso anche fuori dalla Bretagna dalle religiose insegnanti del Sacro Cuore di Gesù, con casa madre a Saint-Jacut-les-Pins.
Nelle diocesi e nei monasteri bretoni, la memoria di san Giacuto era celebrata l'8 febbraio, il 3 marzo o il 15 marzo; il 5 luglio era festeggiato insieme al fratello Guetnoco, forse in ricordo di una traslazione di reliquie.
Nel Martirologio romano, il suo elogio si legge l'8 febbraio.